# ضعه بمقابلي
«ضعه بمقابلي» أو «هولد إت أقينست مي» (بالإنجليزية: Hold It Against Me) هي أغنية للمغنية الأمريكية بريتني سبيرز، من ألبومها السابع فيم فيتال. صدرت الأغنية كأول أغنية منفردة من الألبوم بتاريخ 11 يناير، 2011 بواسطة تسجيلات جايف.
موسيقياً، الأغنية هي أغنية راقصة إيقاعية وكلماتها تتحدث عن دعوة شخص ليتقدم إلى ساحة الرقص. أعجبت الأغنية النقاد وركزوا على المحتوى الكلامي لها. تجارياً تصدرت الأغنية قوائم بلجيكا، كندا، الدنمارك، فنلندا، نيوزيلندا والولايات المتحدة لتصبح رابع أغانيها التي تصدرت القائمة. أيضاً في الولايات المتحدة أصبحت سبيرز بواسطة هذه الأغنية ثاني مغنية في تاريخ بيلبورد لديها أكثر من أغنية تصدرت قائمة بيلبورد في أول دخول لها للقائمة، خلف مرايا كاري. وأصبحت سبيرز ثاني مغنية تمتلك أغنيتان متتاليتان تصدرتا قائمة بيلبورد في أول دخول في القائمة، خلف مرايا كاري. وأصبحت سبيرز ثالث مغنية أنثى لديها 3 أغاني تصدرت القائمة، كل أغنية في عقد مختلف، وسابع مغنية بشكل عام. دخلت الأغنية أيضاً قوائم أفضل 5 أغاني في أستراليا، أيرلندا، إيطاليا، إسكتلندا والنرويج.
في الفيديو المرافق للأغنية، تظهر سبيرز كمغنية بوب قادمة من الفضاء لتجد الشهرة في الأرض. ولاحقاً تصبح محاطة بالضغوطات لكونها مشهورة، ثم تنهار لفترة وتعود من جديد. أدت سبيرز الأغنية في برنامج صباح الخير أمريكا وجولتها العالمية «جولة فيم فيتال».